# Патрик Пфайффер
Патрик Пфа́йффер (нім. Patric Pfeiffer, нар. 20 серпня 1999, Гамбург, Німеччина) — німецький футболіст ганського походження, захисник клубу «Аугсбург».

## Ігрова кар'єра

### Клубна
Патрик Пфайффер народився у місті Гамбург у родині вихідців з Гани. Займатися футболом Патрик почав у молодіжній команді місцевого клубу «Гамбург». З 2018 року футболіст був внесений до заявки першої команди. Але в основі «Гамбурга» Пфайффер не провів жодного матчу, виступаючи лише в дублюючому складі в Регіональній лізі.
Влітку 2019 року Пфайффер перейшов до клубу Другої Бундесліги «Дармштадт 98» і 1 грудня зіграв першу в новій команді. У сезоні 2022/23 «Дармштадт 98» посів друге місце у Другій Бундеслізі і підвищився в класі до Бундесліги. Але сам Пфайффер того ж літа як вільний агент перейшов до клубу «Аугсбург», з яким підписав контракт на чотири роки.
16 вересня 2023 року Патрик Пфайффер дебютував у вищому дивізіоні чемпіонату Німеччини.

### Збірна
Маючи ганське походження, Патрик Пфайффер провів кілька матчів в юнацьких збірних Німеччини.
Вілтку 2022 року Президент Федерації футболу Гани дав заяву, що Патрик Пфайффер був одним з тих, хто офіційно погодився виступати за національну збірну Гани.